# Jerry Reynolds (basket-ball, 1962)
Pour les articles homonymes, voir Jerry Reynolds.
Ne doit pas être confondu avec Jerry Reynolds (basket-ball, 1944).
Jerry Reynolds, né le 23 décembre 1962, à Brooklyn, dans l'État de New York, est un joueur et entraîneur américain de basket-ball. Il évolue aux postes d'arrière et d'ailier.

## Palmarès
- All-USBL First Team 1995
- Meilleur marqueur USBL 1995